# Prosta zagradzająca kąt

Prosta zagradzająca kąt o ramionach i Jest ona prostopadła do dwusiecznej kąta i przechodzi przez punkt

Prosta zagradzająca kąt – w geometrii hiperbolicznej prosta, która jest jednocześnie równoległa do obu ramion kąta.
Jeśli dwa promienie wychodzące z jednego punktu są równoległe do pewnej prostej, to prosta ta jest prostą zagradzającą kąt między nimi i na odwrót.

## Własności
- Dla każdego kąta wypukłego {\displaystyle AOB} istnieje dokładnie jedna prosta {\displaystyle c} zagradzająca kąt. Prosta {\displaystyle c} leży wewnątrz kąta {\displaystyle AOB} (rysunek obok).

Niech {\displaystyle 2\alpha =\sphericalangle AOB.} Na dwusiecznej {\displaystyle e} kąta {\displaystyle AOB} istnieje taki punkt {\displaystyle C,} że {\displaystyle \alpha =\Pi (OC),} gdzie {\displaystyle \Pi (OC)} jest kątem równoległości odpowiadającym odcinkowi {\displaystyle OC.} Prosta {\displaystyle c} prostopadła do dwusiecznej {\displaystyle e} kąta {\displaystyle AOB} w punkcie {\displaystyle C} jest prostą zagradzającą ten kąt.
- Jeżeli prosta {\displaystyle M_{1}N_{1}} zagradza kąt {\displaystyle A_{1}OB_{1}} o wierzchołku {\displaystyle O_{1},} a prosta {\displaystyle M_{2}N_{2}} zagradza kąt {\displaystyle A_{2}OB_{2}} o wierzchołku {\displaystyle O_{2}.} Wówczas, jeśli kąty {\displaystyle A_{1}OB_{1}} i {\displaystyle A_{2}OB_{2}} są przystające, to odległość punktu {\displaystyle O_{1}} od prostej {\displaystyle M_{1}N_{1}} jest równa odległości punktu {\displaystyle O_{2}} od prostej {\displaystyle M_{2}N_{2}.} Własność ta wynika z przystawania trójkątów podwójnie asymptotycznych ograniczonych ramionami kątów i prostymi je zagradzającymi.